# Лига (единица длины)

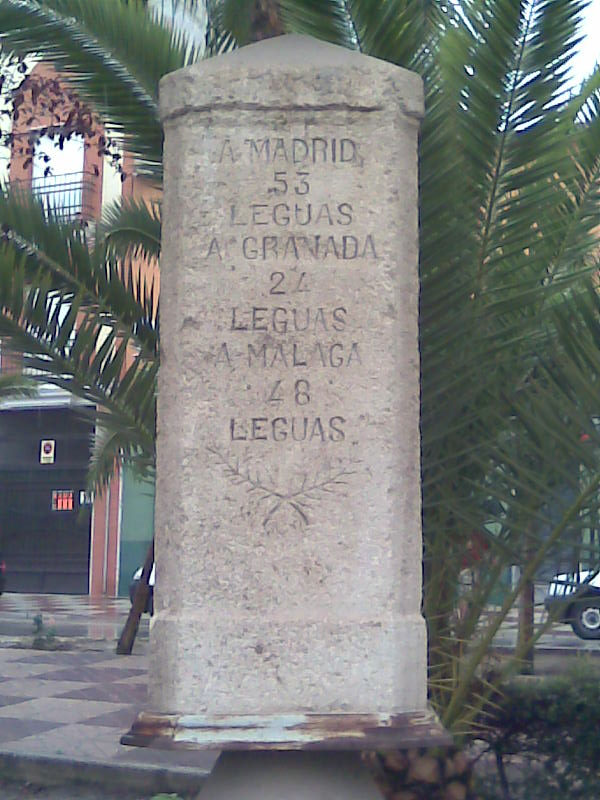
Старинный дорожный указатель в Байлене, сообщающий, что до Мадрида 53 лиги, до Гранады — 24, а до Малаги — 48

Ли́га (англ. League, исп. Legua, фр. Lieue) — общее название ряда исторических единиц измерения расстояния. Разные варианты лиги использовались в странах Европы, в Латинской Америке и США.
Заимствованная римлянами у галлов, лига была определена первыми в 1500 стандартных двойных шагов и равнялась примерно 2,3 км.
В Средние века и позже разные страны принимали более длинные варианты лиги, причём в одной стране одновременно могло применяться более одного варианта. Так, в колониальной Северной Америке только для сухопутных расстояний применялось две испанские лиги и три французских льё, составлявшие от 3,9 км до 5,6 км. Морские лиги с XVI века часто определялись как доли (например, 1/17,5 или 1/20) градуса земного меридиана, причём погрешность измерения длины меридиана вносила дополнительный разброс. Величина англо-американской сухопутной лиги (land league) установилась в конце XVI века и составляет три мили, или 24 фурлонга, или 15 840 футов, или 4 827 м; морская же лига (nautical league) равна соответственно трём морским милям, или 5 556 м.